# Sitsi
Sitsi is een subdistrict of wijk (Estisch: asum) binnen het stadsdistrict Põhja-Tallinn in Tallinn, de hoofdstad van Estland. De wijk had 4.001 inwoners op 1 januari 2020.
De naam is afgeleid van het Duitse woord Zitz (sits), een belangrijk product van de katoenfabriek die in de wijk gevestigd was.
De wijk grenst vanaf het noorden met de wijzers van de klok mee aan de wijken Paljassaare, Karjamaa, Pelgulinn en Pelguranna.

## Geschiedenis

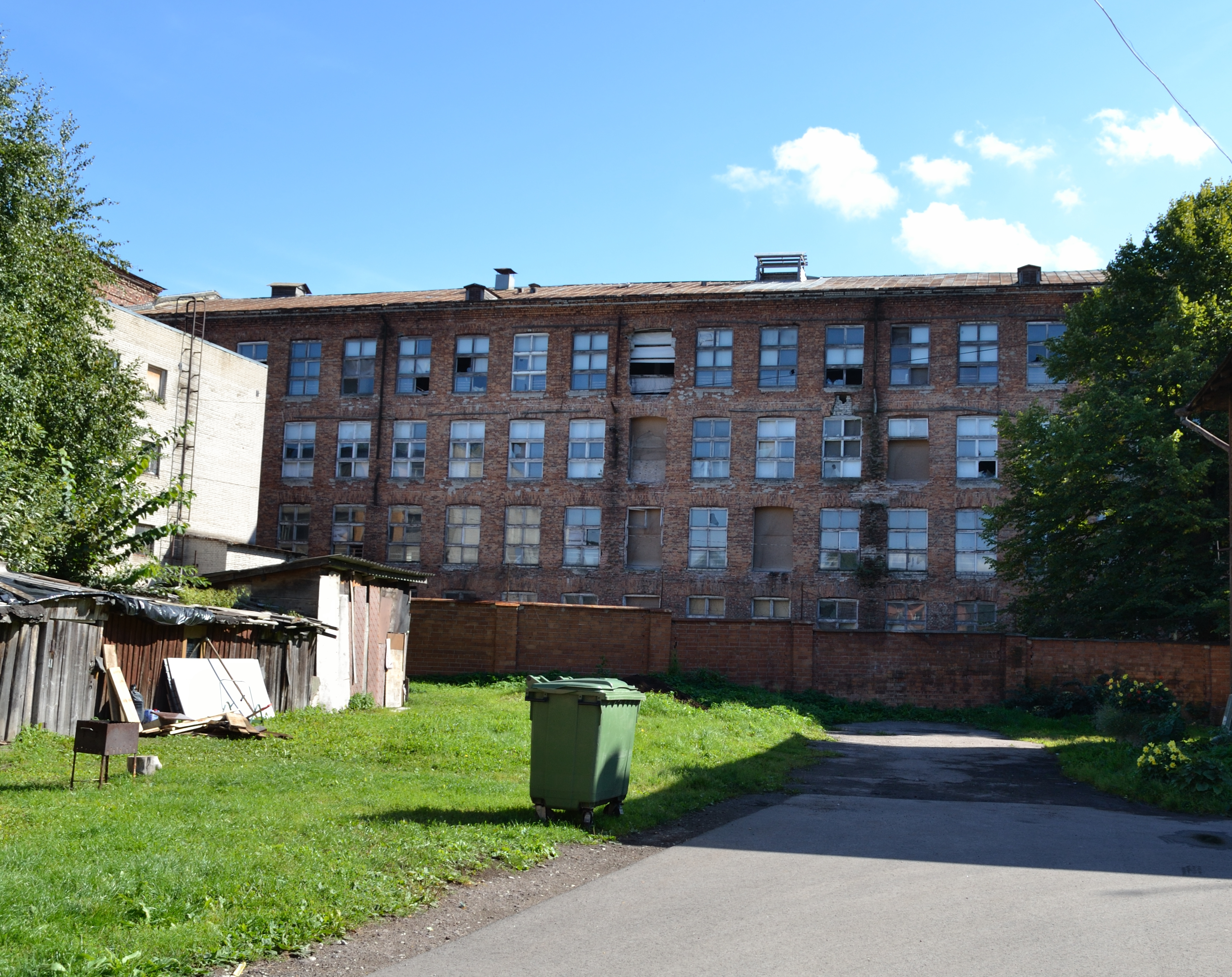
Hoofdgebouw van de katoenfabriek in Sitsi

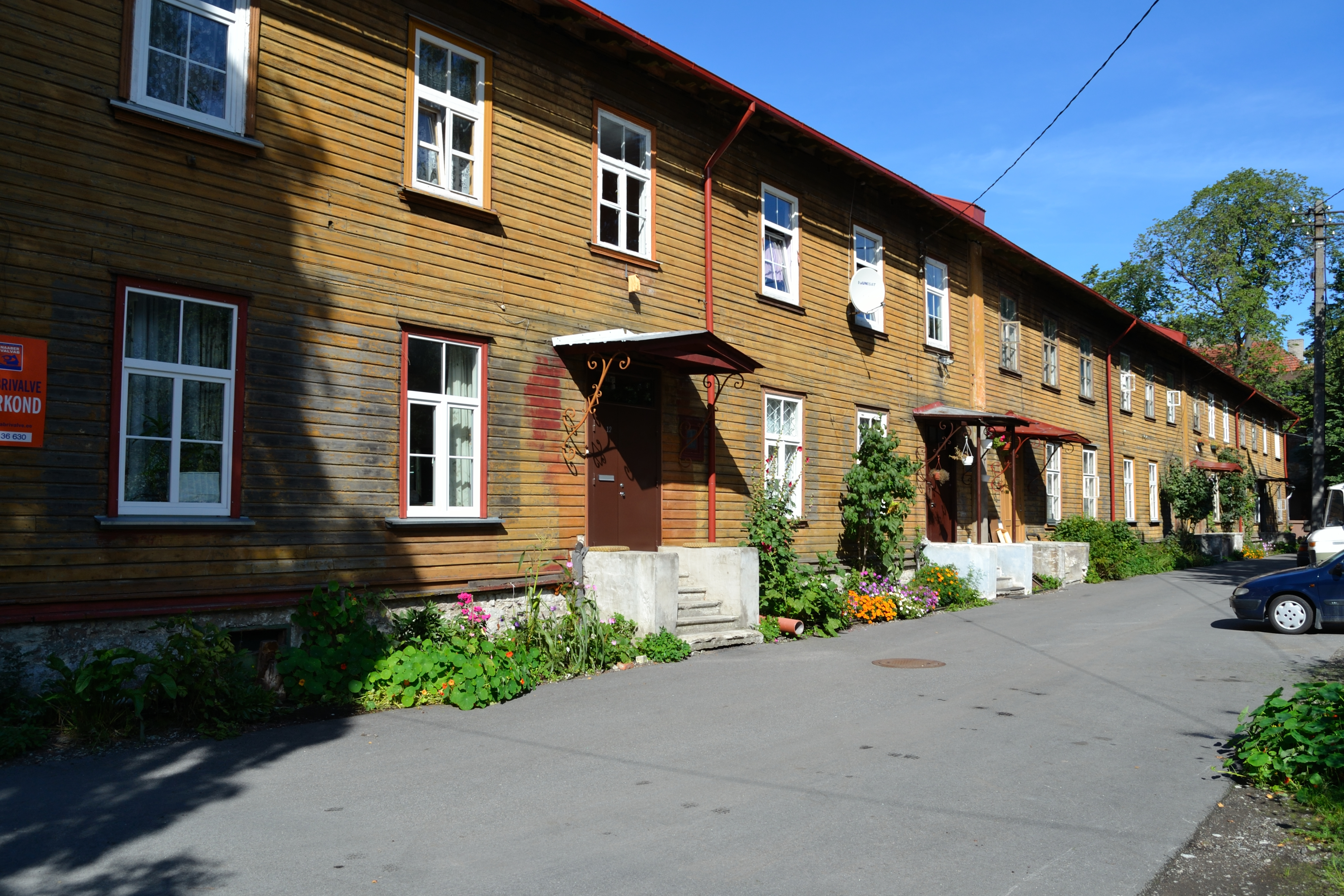
Houten woningen voor het hogere personeel van de katoenfabriek

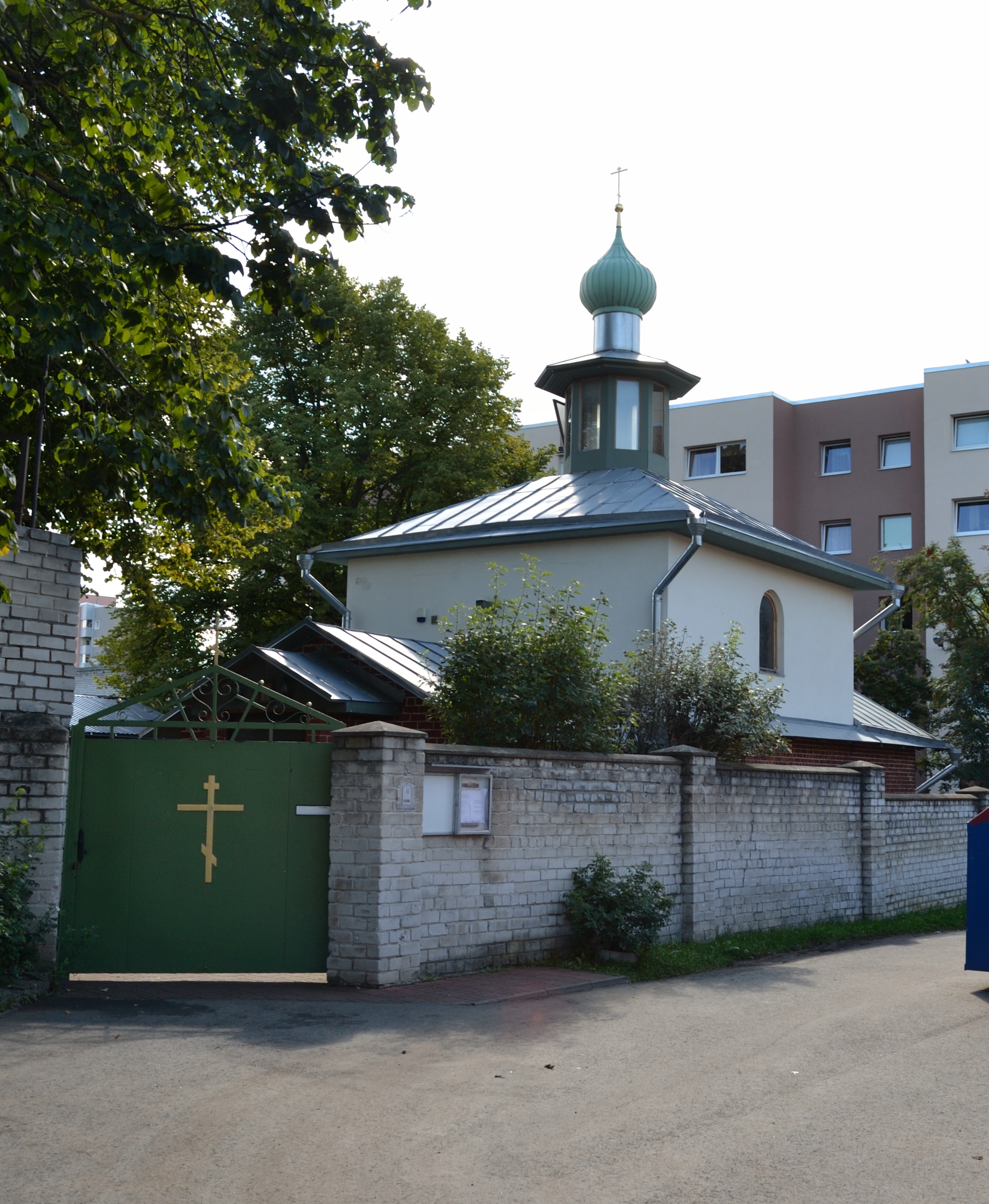
De kerk van het icoon van de Moeder Gods ‘Vreugde voor allen die lijden’

Sitsi ligt op een heuvel, de Sitsimägi. Net als de grond in de buurwijk Karjamaa werd de Sitsimägi gebruikt als grasland waar de bevolking van Tallinn zijn runderen liet grazen. Wel woonden er al sinds de middeleeuwen een paar mensen verspreid over het terrein.
In 1898 werd in Sitsi een katoenfabriek neergezet (later heette deze in het Estisch voluit Balti Puuvilla Ketramise ja Kudumise Vabrik, ‘Baltische katoenspinnerij en -weverij’, meestal afgekort tot Balti Puuvillavabrik). De fabriek veranderde het aanzicht van Sitsi en de aangrenzende wijken Karjamaa en Pelguranna compleet. In alle drie de wijken werden houten huizen neergezet voor de werknemers van de fabriek. Sitsi bestaat nog steeds grotendeels uit houten huizen van twee verdiepingen hoog. In 1913 werd ook een kerk gebouwd voor de fabrieksarbeiders, de Jumalaema Kõikide Kurbade Rõõmu Pühakuju Kirik (Russisch: Церковь иконы Божией Матери "Всех скорбящих Радость", ‘Kerk van het icoon van de Moeder Gods "Vreugde voor allen die lijden"’). De kerk is Russisch-orthodox.
In 1941, na de bezetting van Estland door de Sovjet-Unie, werd de fabriek genationaliseerd en herdoopt in Balti Manufaktuur. In 1995 werd de fabriek weer geprivatiseerd. Sindsdien heet ze Baltex 2000. Dat bedrijf hield er in 2006 mee op. Het hoofdgebouw staat al jaren leeg. Er zijn veel plannen gemaakt om het op te knappen, al dan niet in combinatie met een appartementencomplex ernaast, maar die plannen hebben tot 2020 weinig opgeleverd. In 2020 is definitief besloten de fabriek om te bouwen tot appartementen- en kantorencomplex.

## Vervoer
De weg Sõle tänav vormt de grens tussen Pelguranna en Sitsi. De grens met Karjamaa wordt gevormd door de weg Kopli tänav. Over die weg lopen de tramlijnen 1 van Kopli naar Kadriorg en 2 van Kopli naar Ülemiste. Sitsi wordt ook bediend door een aantal buslijnen.